# 雲際寺
雲際寺（うんさいじ）は、岩手県奥州市衣川張山にある曹洞宗の寺院。山号は妙好山。源義経とその北ノ方（正妻）の位牌が安置されていた寺として知られる。

## 沿革
寺伝によれば、当初は天台宗で牛局（ごぎょく）山・梅際寺（ばいさいじ）といい、嘉祥3年（850年） 、慈覚大師の開基と伝えられる中尊寺の別院であったが、その後廃頽した。
文治2年（1186年）10月、源義経が妻子と従者を伴って平泉へ落ち延びてきた際、同行していた天台宗の高僧の一人、民部卿禅師頼然をこの地にとどめ、文治3年（1187年）、義経の北ノ方の帰依により、頼然を中興開山として再建された。文治5年（1189年）閏4月30日、藤原泰衡の軍勢に襲撃を受けた義経が衣川館で妻子と共に自害した後、遺体が寺に運び込まれたとされ、頼然によって義経と北ノ方の位牌が安置された。
文明5年（1473年）に曹洞宗に改宗。戦乱の中廃頽した時代もあったが、江戸時代に蘆名氏の庇護によって再建された。
平成20年（2008年）8月6日、火災によって本堂と位牌堂、住宅部分を全焼し、本尊の不動明王や義経夫妻の位牌も焼失した。平成22年（2010年）7月、本堂の再建が行われた。